# James Legge
James Legge (/lɛɡ/) (kínai neve pinjin hangsúlyjelekkel: Lǐ Yǎgè; magyar népszerű: Li Ja-ko; kínaiul: 理雅各.) (Huntly, 1815. december 20. – Oxford, 1897. november 29.)  skót sinológus, az Oxfordi Egyetem professzora. A skót kongregáció, a Londoni Hittérítő Társaság tagjaként Melakán és Hongkongban tevékenykedett (1840–1873). F. Max Müller irányítása alatt óriási szerepet vállalt a Sacred Books of the East című, 50 kötetes monumentális gyűjtemény kínai tárgyú köteteinek elkészítésében (1879–1991).

## Főbb művei
Legge legjelentősebb munkája a konfuciánus kánon műveinek filológiailag pontos angol fordítása és jegyzetekkel történő ellátása, amely öt kötetben a The Chinese Classics: with a Translation, Critical and Exegetical Notes, Prolegomena, and Copious Indexes címen jelent meg:
- Első kötet: Confucian Analects, the Great Learning, and the Doctrine of the Mean, 1861 (A Beszélgetések és mondások, A nagy tanítás és A közép mozdulatlansága)[2][3]
- Második kötet: The works of Mencius, 1861[4] (Menciusz; második javított kiadás 1895)
- Harmadik kötet: The Shoo King, 1865 (Írások könyve):
  - Első rész: Bevezetés (a Bambusz-évkönyvekkel és az 1–36. fejezet)[5]
  - Második rész: A 37–58 fejezet, valamint a mutató[6]
- Negyedik kötet: The She king, 1871 (Dalok könyve):
  - Első rész: Bevezetés és az első rész[7]
  - Második rész: A 2., 3. és a 4 rész[8]
- Ötödik kötet': The Ch'un ts'ew (Tavasz és ősz krónika), with the Tso chue (Co csuan)', 1872:
  - Első rész: 1–8. fejezet[9]
  - Második rész: 9–12. fejezet[10]

Legge ezek mellett lefordította továbbá a Változások könyvét, a Szertartások feljegyzéseit és sok más klasszikus kínai művet is, amelyek a Sacred Books of the East („A Kelet szent könyvei”) sorozat köteteiként jelentek meg:
- 3. kötet': The Shû king (Írások könyve). The religious portions of the Shih king (Dalok könyve). The Hsiâo king (A szülőtisztelet könyve)', 1879[11]
- 16. kötet: The Yî king (Változások könyve), 1882[12]
- The Lî Kî (Szertartások feljegyzései), 1885 (két kötetben):
  - 27. kötet: 1–10. fejezet[13]
  - 28. kötet: 11–46. fejezet[14]
- The Texts of Taoism: The Tâo Teh King (Út és erény könyve); The Writings of Kwang-dze (Csuang-ce; két kötetben) vols.:
  - 39. kötet: Tao Te Ching és a Chuang Tzŭ (1–17.)[15]
  - 40. kötet: Chuang Tzŭ (18–33.), valamint kisebb taoista művek[16]